# Тёмная галактика
Тёмная галактика — гипотетический объект галактических размеров, который содержит очень мало или вовсе не содержит звёзд (отсюда и «тёмная»), удерживаемых вместе тёмной материей. Она может также содержать газ и пыль. Хотя есть некоторые потенциальные кандидаты, существование тёмных галактик на сегодняшний день не подтверждено.

## Кандидаты

### HE0450-2958
HE0450-2958 является необычным квазаром, вокруг которого не обнаружена галактика. Предполагается, что это может быть тёмной галактикой, в которой квазар стал активным. Однако последующие наблюдения показали, что нормальная галактика, вероятно, присутствует.

### VIRGOHI21
Об открытии VIRGOHI21 было объявлено в феврале 2005 года, и этот объект стал первым хорошим кандидатом для настоящей тёмной галактики. Она была обнаружена после исследования радиоизлучения водорода (HI) на длине волны 21 см. Её динамика, по-видимому, несовместима с предсказаниями теории МОНД. Некоторые исследователи с тех пор считают возможным, что VIRGOHI21 является тёмной галактикой, и что она представляет собой «приливной хвост» ближайшей галактики М 99, которая переживает гравитационные возмущения, поскольку входит в скопление Девы.

### Dragonfly 44
Dragonfly 44 была открыта в 2015 году. Она обладает малой яркостью (излучает 1% от того количества света, которое излучает Млечный Путь) и крайне низкой плотностью: с диаметром около 60 000 световых лет, она содержит менее миллиарда звёзд. В исследовании, опубликованном в конце августа 2016 года, учёные рассчитали массу Dragonfly 44, изучая скорость движений звёзд и их скоплений в галактике. Масса оказалась равной одному триллиону масс Солнца, что близко к массе Млечного Пути, однако от этого числа на звёзды и газ приходится только 0,01%. Таким образом, астрономы заключили, что галактика почти полностью состоит из тёмной материи. Новые исследования 2020 года опровергли эту догадку.